# Хлорат магния
Хлорат магния — неорганическое соединение,
соль магния и хлорноватой кислоты с формулой Mg(ClO3)2,
бесцветные кристаллы,
растворяется в воде,
образует кристаллогидраты.

## Получение
- Сплавление хлората натрия и хлорида магния.

## Физические свойства
Хлорат магния образует бесцветные кристаллы.
Растворяется в воде и этаноле.
Образует кристаллогидраты состава Mg(ClO3)2•n H2O, где n = 2, 4 и 6.
Кристаллогидрат состава Mg(ClO3)2•6H2O — бесцветные кристаллы
моноклинной сингонии,
пространственная группа P 21/c,
параметры ячейки a = 0,63899 нм, b = 0,65139 нм, c = 1,38963 нм, β = 100,319°, Z = 2
.

## Химические свойства
- Кристаллогидраты ступенчато теряют воду при нагревании:

{\displaystyle {\mathsf {Mg(ClO_{3})_{2}\cdot 6H_{2}O\ {\xrightarrow[{-H_{2}O}]{35^{o}C}}\ Mg(ClO_{3})_{2}\cdot 4H_{2}O\ {\xrightarrow[{-H_{2}O}]{55^{o}C}}\ Mg(ClO_{3})_{2}\cdot 2H_{2}O\ {\xrightarrow[{-H_{2}O}]{120^{o}C}}\ Mg(ClO_{3})_{2}}}}
- Разлагается при нагревании:

{\displaystyle {\mathsf {Mg(ClO_{3})_{2}\ {\xrightarrow {T}}\ MgCl_{2}+3O_{2}}}}

## Применение
- Дефолиант и десикант для посевов хлопка, подсолнечника, зернобобовых.